# Share My World
Share My World je třetí řadové album americké soulové zpěvačky Mary J. Blige, je to zároveň její první číslo jedna na americkém albovém žebříčku.
Na rozdíl od předchozího alba My Life se rozhodla opustit téma svých problémů a rozhodla se, že už nebude zpívat o svých někdejších problémech s alkoholem a drogami.

## Seznam písní
1. Intro
2. I Can Love You (feat. Lil' Kim)
3. Love Is All We Need (feat. Nas)
4. Round and Round
5. Share My World (Interlude)
6. Seven Days (feat. George Benson)
7. It's On (feat. R. Kelly)
8. Thank You Lord (Interlude)
9. Missing You
10. Everything
11. Keep Your Head
12. Can't Get You Off My Mind (feat. The LOX)
13. Get To Know You Better
14. Searching (feat. Roy Ayers)
15. Our Love
16. Not Gon' Cry
17. (You Make Me Feel Like A) Natural Woman

*Celosvětový prodej - 5,5 milionu kusů